# Neutrino estéril
Los neutrinos estériles son un hipotético tipo de neutrino que no interaccionan a través de ninguna de las interacciones fundamentales del Modelo Estándar excepto la gravedad. Es un neutrino dextrógiro ligero o un antineutrino levógiro que se puede añadir al Modelo Estándar y tomar parte de algunos fenómenos, como la oscilación de neutrinos. La búsqueda de estas partículas es un área muy activa en la física de partículas.

## Motivaciones
Los resultados experimentales muestran que (casi) todos los neutrinos producidos y observados son con  helicidad levógira (espines antiparalelos al momento y todos los antineutrinos son de helicidad dextrógira, dentro del margen de error. En el límite sin masa, significa que sólo una de las dos posibles quiralidades se observa para ambas partículas. Estos son las únicas helicidades (y quiralidades) incluidas en el modelo estándar de las interacciones de partículas. El Modelo Estándar predice sólo existen estos neutrinos.
Recientes experimentos tales como la oscilación de neutrinos han mostrado, sin embargo, que los neutrinos tienen una masa no nula, lo que no es predicho por el Modelo Estándar y sugiere una física nueva y desconocida. Esta inesperada masa explica a los neutrinos con helicidad dextrógira o levógira: puesto que no se mueven a la velocidad de la luz, su helicidad no es relativísticamente invariante (es posible moverse más rápido que ellos y observar la helicidad opuesta).
Sin embargo, todos los neutrinos observados tienen quiralidad levógira y todos los antineutrinos dextrógira. La quiralidad es una propiedad fundamental de las partículas y es  relativísticamente invariante: es la misma independientemente de la velocidad y la masa de la partícula en cualquier marco de referencia. La duda, en consecuencia, permanece: ¿pueden los neutrinos y los antineutrinos ser diferenciados solo por la quiralidad? ¿O los neutrinos dextrógiros y antineutrinos levógiros existen como partículas separadas?

## Propiedades

### Mecanismo del balancín
Además del neutrino levógiro, que se acopla a su leptón cargado mediante las corrientes cargadas débiles, si hay un neutrino dextrógiro estéril, en un singlete de isospín sin carga, es posible añadir un término de masa de Majorana sin violar la simetría electrodébil. Ambos neutrinos tendrían masa, por lo que la helicidad no es una cantidad conservada. Para obtener los autoestados de masa del neutrino, hay que diagonalizar la matriz
{\displaystyle m_{\nu }={\begin{pmatrix}0&m_{D}\\m_{D}&M_{NHL}\end{pmatrix}}}
donde {\displaystyle M_{NHL}} es grande y {\displaystyle m_{D}} es intermedio.
Aparte de la evidencia empírica, también hay una justificación teórica para el mecanismo del balancín en varias extensiones del Modelo Estándar. Tanto las teorías de Gran Unificación como los modelos simétricos levó-dextro predicen la siguiente relación:
{\displaystyle m_{\nu }\ll m_{D}\ll M_{NHL}}
y que los neutrinos dextrógiros serían extremadamente pesados: {\displaystyle M_{NHL}}= 1015 - 1012 GeV, mientras que el autovalor menor sería
{\displaystyle m_{\nu }\approx {\frac {m_{D}^{2}}{M_{NHL}}}}
En esto consiste el mecanismo del balancín: si el neutrino dextrógiro es más pesado, el neutrino levógiro normal es más ligero. El neutrino levógiro es una mezcla de dos neutrinos de Majorana, y en el proceso de mezcla se genera la masa del neutrino estéril.